# Fenia Chertkoff
Fenia Chertkoff, död 1927, var en rysk-argentinsk konstnär.
Hon var skulptör, men är främst känd för sitt politiska engagemang som socialist i argentinsk politik. 